# All or Nothing at All
Albums de Billie Holiday
Stay with Me
(1958) Lady in Satin
(1958)
All or Nothing at All est un album de Billie Holiday, sorti en 1958.

## L'album

### Titres
Face A
1. Do Nothing till You Hear from Me (Duke Ellington, Bob Russell) – 4:12
2. Cheek to Cheek (Irving Berlin) – 3:35
3. Ill Wind (Harold Arlen, Ted Koehler) – 6:14
4. Speak Low (Ogden Nash, Kurt Weill) – 4:25
5. We'll Be Together Again (Carl T. Fischer, Frankie Laine) – 4:24
6. All or Nothing at All (Arthur Altman, Jack Lawrence) – 5:39

Face B
1. Sophisticated Lady (Ellington, Irving Mills, Mitchell Parish) – 4:48
2. April in Paris (Vernon Duke, E. Y. Harburg) – 3:02
3. I Wished on the Moon (Dorothy Parker, Ralph Rainger) – 3:25
4. But Not for Me (George Gershwin, Ira Gershwin) – 3:48
5. Say It Isn't So (Irving Berlin) – 3:22
6. Our Love Is Here to Stay (Gershwin, Gershwin) – 3:41

### Musiciens
- Billie Holiday : chant
- Sweets Edison : trompette
- Ben Webster : saxophone ténor
- Jimmy Rowles : piano
- Barney Kessel : guitare
- Red Mitchell : contrebasse
- Joe Mondragon : basse
- Alvin Stoller : batterie